# Ж̣
Cette page contient des caractères spéciaux ou non latins. S’ils s’affichent mal (▯, ?, etc.), consultez la page d’aide Unicode.
Le jé point souscrit (capitale Ж̣, minuscule ж̣) est une lettre de l’alphabet cyrillique qui est utilisée dans la translittération de l’écriture arabe.

## Utilisations
Le jé point souscrit ‹ ж̣ › est utilisé dans certaines cyrillisations de l’alphabet arabe pour translittérer le ẓ̌é ‹ ږ ›, aussi parfois translittéré avec le gué point souscrit ‹ г̣ › ou le jé point suscrit ‹ ж̇ ›.

## Représentations informatiques
Le jé point souscrit peut être représenté avec les caractères Unicode suivants :
- décomposé (cyrillique, diacritiques) :

| formes    | représentations | chaînes de caractères | points de code | descriptions                                              |
| --------- | --------------- | --------------------- | -------------- | --------------------------------------------------------- |
| capitale  | Ж̣               | Ж◌̣                    | U+0416 U+0323  | lettre majuscule cyrillique jé diacritique point souscrit |
| minuscule | ж̣               | ж◌̣                    | U+0436 U+0323  | lettre minuscule cyrillique jé diacritique point souscrit |